# Lista de aeroportos das Antilhas Neerlandesas
Esta é uma lista de aeroportos das Antilhas Neerlandesas (ou Antilhas Holandesas), antigo território dos Países Baixos localizado no Caribe:
| Ilha            | ICAO | IATA | Nome do aeroporto                        |
| Bonaire         | TNCB | BON  | Aeroporto Internacional Flamingo         |
| Curaçau         | TNCC | CUR  | Aeroporto Internacional Hato             |
| Saba            | TNCS | SAB  | Aeroporto Juancho E. Yrausquin           |
| Santo Eustáquio | TNCE | EUX  | Aeroporto F.D. Roosevelt                 |
| São Martinho    | TNCM | SXM  | Aeroporto Internacional Princesa Juliana |